# Villeneuve (Włochy)
Villeneuve – miejscowość i gmina we Włoszech, w regionie Dolina Aosty.
Według danych na styczeń 2009 gminę zamieszkiwało 1261 osób przy gęstości zaludnienia 141,7 os./1 km².

## Miasta partnerskie
- Aigueblanche